# سنگه‌پوره، پاکستان
سنگه‌پوره (به انگلیسی: Singhpura) یک روستا در پاکستان است که در پنجاب واقع شده‌است.